# Torre Angellara

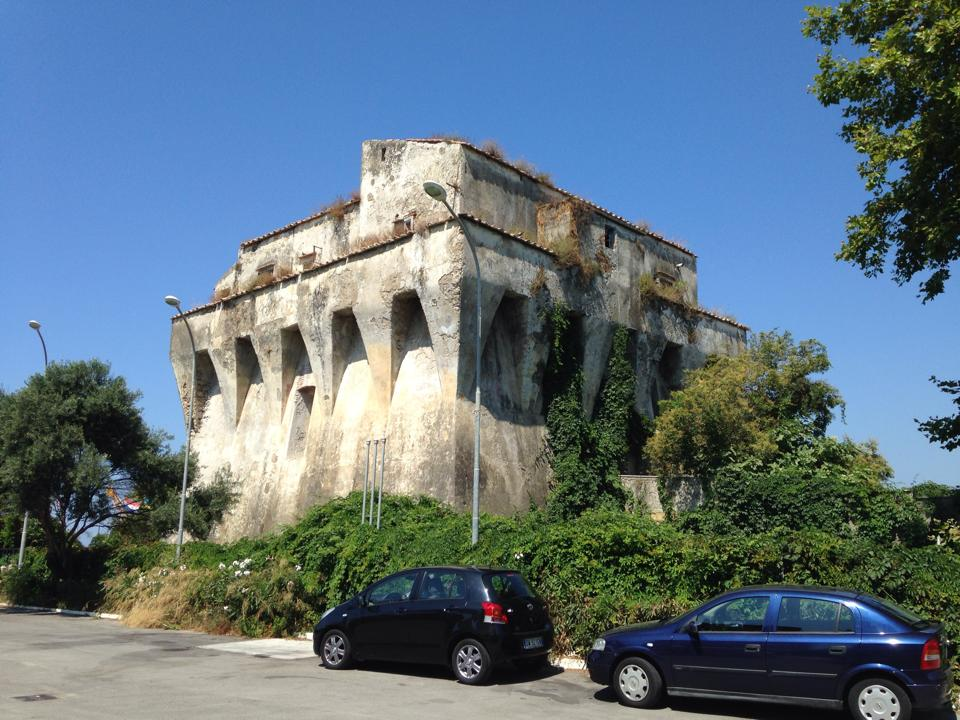
Torre Angellara

Der Torre Angellara ist ein Sarazenenturm aus dem 16. Jahrhundert in der italienischen Stadt Salerno in Kampanien. Bis zum Ende des 18. Jahrhunderts schützte er zusammen mit dem Forte La Carnale und dem Torre Crestarella in Vietri sul Mare die Küstenabschnitte der Stadt.

## Lage
Der Turm liegt am östlichen Stadtrand von Salerno an einem Badestrand, nicht weniger als 300 Meter vom Meer entfernt. Benannt ist er nach dem naheliegenden Bach Anguillerium, in dem vermutlich nach Aalen (italienisch anguille) gefischt wurde.

## Geschichte
Mit dem Bau des Turms wurde 1569 begonnen und ab diesem Zeitpunkt diente er auch zur Bewachung der Küste. Er ergänzte das bereits sechs Jahre zuvor begonnene Bollwerk, das zum Schutz von Salerno errichtet wurde und war ursprünglich in den Bauplänen von 1563 nicht vorgesehen.
Zu Beginn des 19. Jahrhunderts wurde im Torre Angellara ein Telegraphenposten und eine Zollstelle eingerichtet, die bis 1866 in Betrieb blieben, als der Turm zusammen mit allen anderen Verteidigungsanlagen der Stadt zum Verkauf angeboten wurde.
Der Standort des Turms war so gewählt worden, dass jegliche Angriffsversuche von der Piana di Mercatello, einem nahegelegenen Küstenflachstück östlich der Stadt, blockiert wurden. Eventuelle Angreifer waren deshalb gezwungen, ihren Vorstoß weiter südlich bei Migliaro anzusetzen.
Der Torre Angellara war zusammen mit dem Forte La Carnale und dem Torre Crestarella einer der bedeutendsten Verteidigungstürme gegen die Sarazenenangriffen im Raum Salerno.
Der Bau erfuhr über die Jahrhunderte keine wesentlichen Veränderungen. Lediglich der ursprüngliche Aufbau auf der Wehrplatte wurde später durch einen größeren Bau ausgetauscht. Des Weiteren wurde in unmittelbarer Umgebung des Turmes ein Landgut errichtet. Letzteres wurde während des Faschismus, abgerissen, um Platz
für ein Ferienheim zu schaffen.
Die drei miteinander verbundenen Räume auf der Landseite der Wehrplatte ähneln einer gleichartigen Konstruktion auf dem Forte La Carnale. Vermutlich wurden beide Aufbauten als Teil einer gemeinsamen Erweiterung Anfang des 19. Jahrhunderts errichtet.
Der Turm, der viele Jahre lang als Militärunterkunft diente, gehörte bis 2014 der Italienischen Marine in Neapel und ging anschließend in den Besitz der Gemeinde Salerno über.
In der Folge wurde er in mehrere Projekte einbezogen, die eine neue Nutzung des Baus vorsehen.

## Beschreibung
Der Turm hat einen quadratischen Grundriss mit fünf Maschikulis auf jeder Seite. Anders als beim Forte La Carnale steht er vollkommen allein.
Er besitzt zwei Stockwerke mit Tonnengewölben, die beide zum Meer und damit in die gleiche Richtung ausgerichtet sind. Der Torre Angellara stellt damit eine architektonische Besonderheit dar, da die meisten Wehrtürme mit quadratischem Grundriss im Königreich Neapel über Deckengewölbe verfügen, die zueinander orthogonal ausgerichtet sind, um eine bessere Lastverteilung auf die Außenwände zu erreichen.
Ein drittes Stockwerk besteht aus einer Reihe miteinander verbundener Räume, die mit Ausnahme der Meerseite entlang des gesamten Umrisses angeordnet sind. Jeder dieser Räume hat eine Tonnengewölbedecke mit Holzdach darüber. Auch in diesem Falle sind die Mauern massiv und weisen eine Stärke von 80–110 Zentimetern auf. Die Wehrplatte besitzt die charakteristischen Schießscharten.
Die Innentreppe, die das erste Stockwerk mit der Wehrplatte verbindet, wurde innerhalb der massiven Außenmauern angelegt. In das Erdgeschoss gelangt man durch eine schmale Türe, die vermutlich im 19. Jahrhundert ausgeschnitten wurde. Nur ein einzelnes, hoch gelegenes Fenster erfüllt das Erdgeschoss mit Licht. Es wurde vermutlich ebenfalls im 19. Jahrhundert angebracht, als der Turm in ein Wohnhaus verwandelt wurde. Beim Bau des Fensters wurde das darüber liegende Tonnengewölbe angeschnitten.
Innen ist das Erdgeschoss nicht verputzt und zeigt eine aus unterschiedlichen Steinen bestehende Mauerstruktur. Der Fußboden ist aus gestampfter Erde. Außen ist das Gebäude vollständig verputzt. Das darunter liegende Mauerwerk ist aus Tuffstein.